# 布蘭迪城 (加利福尼亞州)
布蘭迪城（英語：Brandy City）是位於美國加利福尼亞州謝拉縣的一個非建制地區。該地的面積和人口皆未知。

## 地理
布蘭迪城的座標為39°32′16″N 121°01′31″W / 39.53778°N 121.02528°W，而該地的平均海拔高度為1130米（即3707英尺）。